# Зчіпка (філателія)

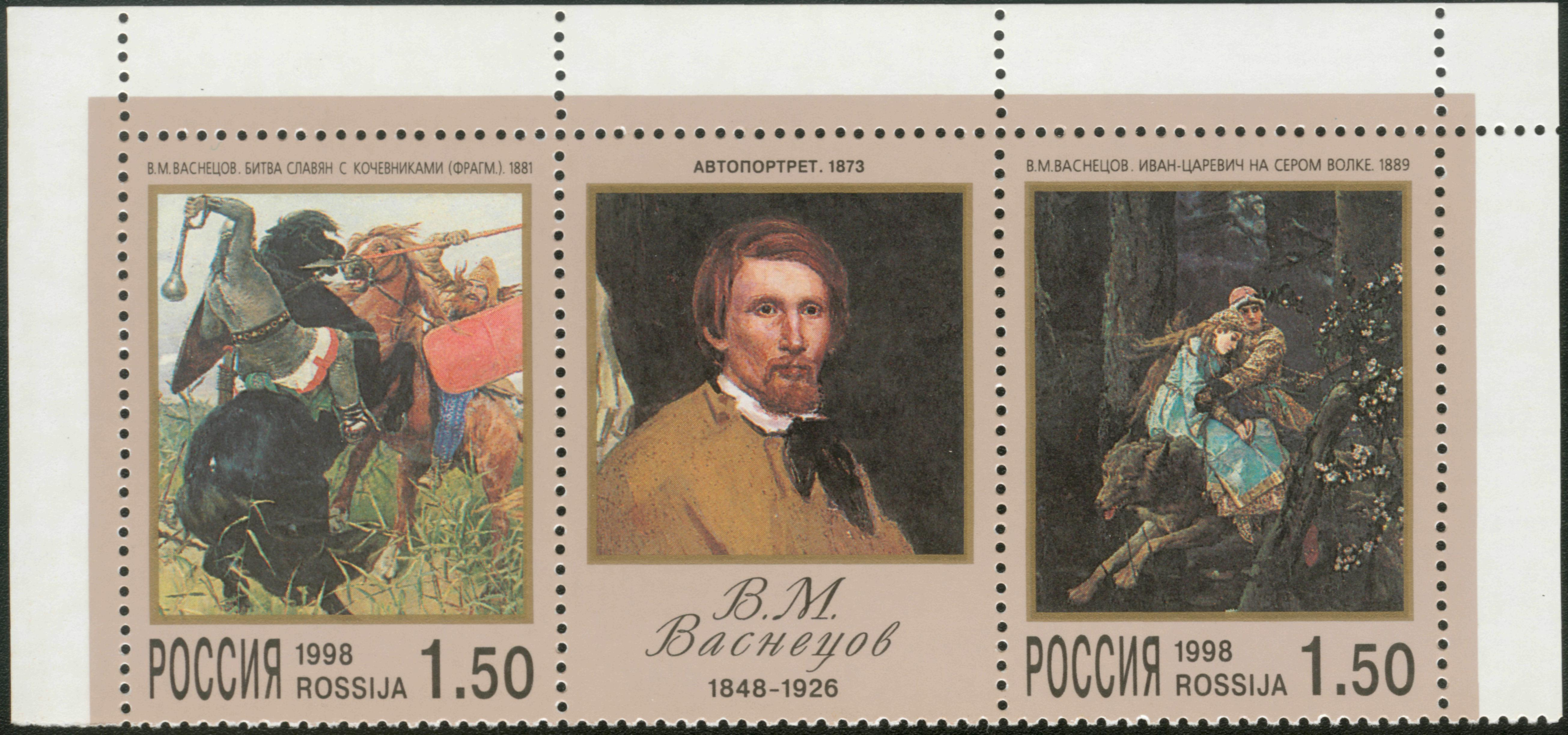
Горизонтальна зчіпка з двох марок та купона Росії (1998)

Зчіпка — у філателії кілька (від двох: пара, триптих, смужка) поштових марок, що відрізняються за зображенням, номіналом або кольором, надрукованих на одному марковому аркуші і не відокремлених один від одного, об'єднаних загальним елементом малюнка або розміщеним текстом по всій зчіпці, при цьому кожна марка може бути відокремлена і використана в поштовому обігу окремо.

## Опис

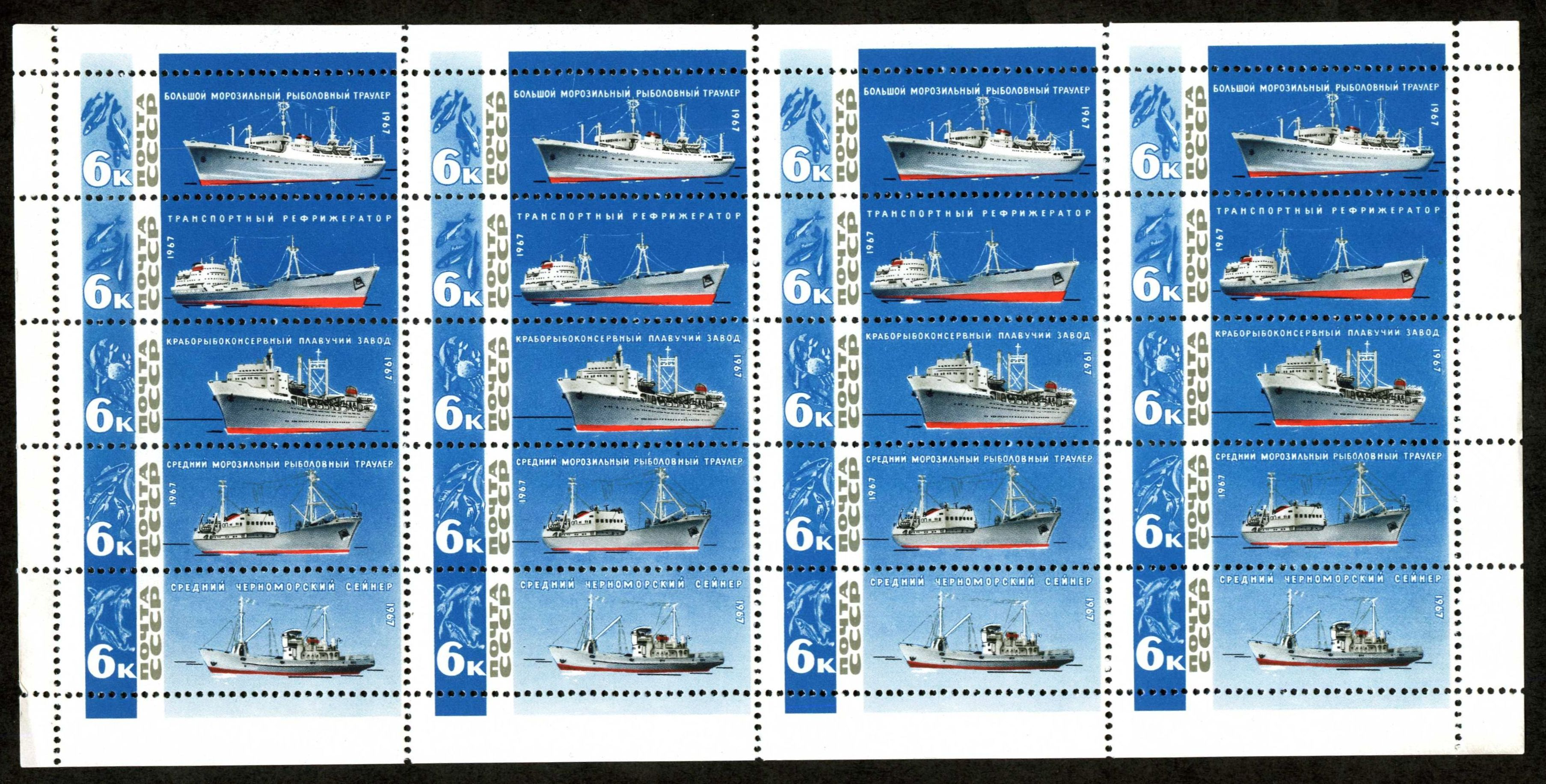
Марковий аркуш, що включає чотири вертикальні зчіпки з п'яти марок СРСР (1967)

Зчіпка утворюється при друкуванні на одному марочному аркуші кількох різних марок з однієї серії.
У зчіпці можуть поєднуватися не лише одні різні марки, а й купони. Прикладом може бути оригінальна серія з поштових марок Куби п'яти номіналів (1, 2, 3, 9 і 13 сентаво), випущена у жовтні 1964 року до 25-річчя запуску на Кубі експериментальної поштової ракети. Кожну з шести частин (п'ять марок + кутовий купон) зчіпку поєднує загальний малюнок, що зображує на тлі зірок дві планети (Земля і Місяць) і п'ять штучних небесних тіл. Всього вийшло п'ять зчіпок із 25 оригінальних марок із зображенням 25 запущених у космос космічних апаратів.

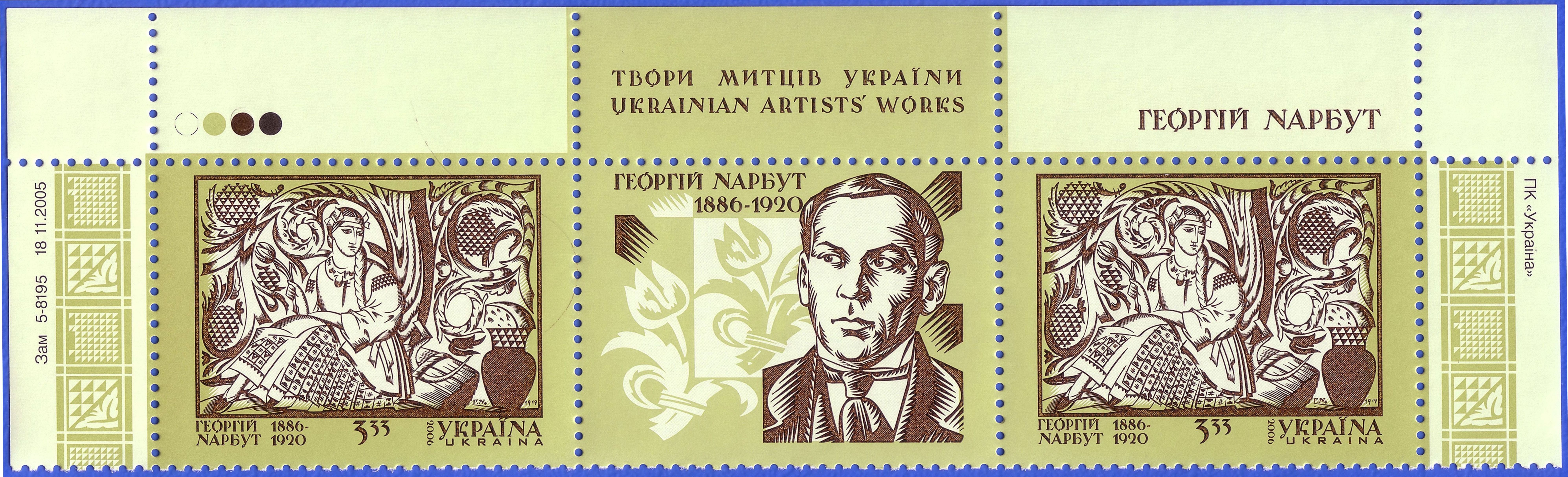
Горизонтальне зчеплення з двох марок та купона України, 2006 (Mi # 769)

Щодо іншої поштові марки в зчіпці можуть розташовуватися:
- по вертикалі,
- по горизонталі,
- у шаховому порядку (утворюючи квартблок).

## Колекціонування
Зчіпки приваблюють колекціонерів своїм незвичайним виглядом на альбомному аркуші, тим, що урізноманітнюють та прикрашають колекцію. Їх дозволено експонувати на філателістичних виставках, крім включених до «список небажаних емісій» Міжнародної федерації філателії.